# هاچیرو کیوکاوا
هاچیرو کیوکاوا (به ژاپنی: 清河八郎)؛ ۱۸۳۰ – ۱۸۶۳) همراه با یامائوکا تشو بنیان‌گذار روشیگومی در اواخر دوره ادو در ژاپن بود. روشیگومی به معنای «گروه سامورایی‌های بدون ارباب» یا مدافعان کیوتو یک گروه ۲۳۴ نفری از رونین‌ها یا سامورایی‌های بدون ارباب بود که در سال ۱۸۶۲ توسط کیوکاوا هاچیرو تشکیل شد. هدف این گروه محافظت از شوگون‌سالاری توکوگاوا و شوگون بود اما مدتی پس از ورود این گروه به کیوتو روشیگومی منحل شد.

## تشکیل انجمن دم ببر
او از حادثه ساکورادامون (۱۸۶۰) که در سال ۱۸۶۰ رخ داد، عمیقاً شوکه شد و دیدگاه‌های خود را در مورد سرنگونی شوگون‌سالاری و تکریم امپراتور و اخراج بربرها تقویت کرد.
در همان سال، او به عنوان رهبر «انجمن دم ببر»، آن را تأسیس کرد. آغازگران این طرح ۱۵ نفر از جمله تتسوتارو یامائوکا بودند. آنها شهرک خارجی‌ها در یوکوهاما را به آتش کشیدند، روحیه احترام به امپراتور را تشویق و بربرها را بیرون راندند، و نقشه‌هایی برای سرنگونی شوگون‌سالاری کشیدند، اما نقشه مخفی آنها برای شوگون‌سالاری آشکار شد. علاوه بر این، در سال ۱۸۶۱، او یکی از نوچه‌های شوگون‌سالاری را که به او توهین می‌کرد، کشت و همین امر باعث شد که شوگون‌سالاری او را تحت تعقیب قرار دهد.

## سه سیاست فوری و تشکیل روشیگومی
ریشه‌های شینسنگومی به سال ۱۸۶۲ (بونکیو ۲) برمی‌گردد، زمانی که شوگون‌سالاری ادو، رونین (سامورایی‌های بدون ارباب و بدون هیچ رابطهٔ رعیتی با شوگون‌سالاری یا قلمروهای فئودالی) را در پاسخ به پیشنهاد کیوکاوا هاچیرو از قلمرو شونای در ولایت دوا (استان‌های یاماگاتا و آکیتای امروزی) استخدام کرد.
کیوکاوا هاچیرو برای ادامه جنبش خود برای سرنگونی شوگون‌سالاری، در کیوتو پنهان شد، به سراسر کشور سفر کرد و سپس، با پیروی از تاناکا کاواچیسوکه، به یک سفر انتخاباتی در کیوشو رفت. او همچنین نزد ماکی یاسومی، که در یک کلبه کوهستانی در نزدیکی معبد میزوتا تنمانگو در استان چیکوگو در حصر خانگی بود، اقامت داشت و با هیرانو کونیومی، یک سامورایی از قلمرو فوکوئوکا، و جناح طرفدار امپراتوری و ضد خارجی در اوگوری و هیگو ارتباط برقرار کرد. این استراتژی بر این امید استوار بود که قلمرو ساتسوما سربازان خود را به توکیو هدایت کند، و اگرچه ساتسوما در سراسر کشور لشکرکشی کرد و اعلام کرد که اقدامی انجام خواهد داد، کوماتسو کیوتاکه هیچ تعهدی نداد. در تاریخ ملی اوایل دوران مدرن ژاپن آمده است که جناح طرفدار امپراتوری و ضد خارجی که در کیوتو گرد هم آمدند، تا حدودی توسط نظریه‌های سیاسی تخیلی کیوکاوا گرد هم آمده بودند.
هدف، شوگون‌سالاری از تشکیل روشیگومی بازگرداندن نظم به کیوتو قبل از ورود توکوگاوا ایه‌موچی، چهاردهمین شوگون شوگون‌سالاری ادو بود. در این دوره در کیوتو، جنبش سوننو جوئی در حال تشدید بود و «تنچو» (مجازات الهی) شایع بود و میهن‌پرستان رادیکال به طرز وحشیانه‌ای افرادی را که طرفدار شوگون‌سالاری بودند، به قتل می‌رساندند. سوننو جوئی ترکیبی از ایده «سوننو» (احترام به امپراتور) است که وفاداری به دربار امپراتوری و امپراتور را موعظه می‌کند و «جوئیی» (اخراج) اِبیسو (بیگانگان). در ابتدا، این دو ایده جداگانه بودند، اما زمانی که امپراتور کومی، که از کشورهای خارجی متنفر بود، شوگون‌سالاری را به اخراج بیگانگان ترغیب کرد، به هم پیوند خوردند. از آنجا که شوگون‌سالاری با قدرت‌های غربی در ارتباط بود، از قدرت اقتصادی و نظامی آنها آگاه بود و تشخیص داد که اخراج بیگانگان آسان نخواهد بود. با این حال، دربار امپراتوری و امپراتور نسبت به شوگون‌سالاری بی‌اعتمادی داشتند، که همچنان موضع مبهمی اتخاذ می‌کرد و این افکار در بین افرادی با دیدگاه‌های ضد شوگون‌سالاری طنین‌انداز شد. این تولد ایده سوننو جوئی بود و جنبش سونتو جوئی، که ماهیتی قوی ضد شوگون‌سالاری داشت، آغاز شد.
از از طریق یامائوکا تشو و دیگران، دادخواستی را به ماتسودایرا یوشیناگا (مدیر ارشد سیاسی شوگون‌سالاری) ارائه داد که در آن سه اقدام فوری (۱. اخراج خارجی‌ها، ۲. صدور عفو عمومی و ۳. آموزش افراد با استعداد کشور) تشریح شده بود. شوگون‌سالاری که با میهن‌پرستان سوننو جوئی مشکل داشت، این پیشنهاد را پذیرفت و اجازه داد تا روشیگومی (۲۳۴ عضو) را تشکیل دهد. او با موفقیت شوگون‌سالاری را فریب داد و سپس شروع به جمع‌آوری هواداران طرفدار شوگون‌سالاری در کیوتو کرد. در ۲۳ ماه دوم قمری ۱۸۶۳ (سال سوم بونکیو)، هنگامی که شوگون توکوگاوا ایه‌موچی به کیوتو می‌رفت، او روشیگومی را به عنوان طلایه‌دار شوگون رهبری کرد.
اعضای فعلی که تعدادشان تقریباً به ۲۳۴ نفر می‌رسد، در ۲۶ مارس ۱۸۶۳ (۸ فوریه طبق تقویم قمری) ادو را ترک کردند.
روشیگومی در ۱۰ آوریل (۲۳ فوریه طبق تقویم قمری)، روشیگومی به کیوتو رسید.  (بونکیو ۳) وارد کیوتو شد. کوندو ایسامی و بقیه شیئیکان در عمارت یاگی گنوجو، یک سامورایی محلی ثروتمند از روستای میبو، اقامت کردند. 
دو روز بعد، کوندو مسئول اختصاص دادن محل اقامت به همه اعضا شد. او گروه سریزاوا را فراموش کرد و این باعث عصبانیت او شد، به طوری که او و گروهش آتش بزرگی را در بیرون محل اقامت روشن کردند که به عنوان توهینی به کوندو در نظر گرفته شده بود.
کمی پس از ورود، کیوکاوا هاچیرو، بنیان‌گذار روشیگومی، هدف واقعی نقشه روشیگومی را فاش کرد و گفت: «روشیگومی‌ها با شوگون‌سالاری رابطه ارباب و بنده ندارند. روشیگومی‌ها همیشه پیشتاز اخراج بیگانگان برای امپراتور خواهند بود.» در واقع، نقشه این بود که روشیگومی را از شوگون‌سالاری جدا کنند و از آنها برای فعالیت‌های رادیکال طرفدار امپراتور استفاده کنند.
در شب ورودش، او رونین‌ها را در معبد شینتوکو ja:新徳寺 (京都市) در میبو، شهر کیوتو ja:壬生 (京都市)#地名 جمع کرد و اظهار داشت که هدف واقعی او محافظت از شوگون نیست، بلکه رهبری جنبشی برای بازگرداندن حکومت امپراتوری و بیرون راندن بربرها است.
در سوم مارس، دستوری به روشیگومی‌ها برای بازگشت به خانه صادر شد، اما این دستور دو بار به تعویق افتاد و در سیزدهم، روشیگومی‌ها به رهبری هاچیرو کیوکاوا و دیگران کیوتو را ترک کردند و به سمت ادو حرکت کردند.
کسانی که با اخراج خارجی‌ها مخالف بودند، از جمله نگیشی یوزان، سریزاوا کامو، کوندو ایسامی و هیجیکاتا توشیزو، تصمیم به ماندن گرفتند و از گروه جدا شدند. آنها تحت قیمومیت خاندان قلمرو آیزو، که به عنوان شوگوشوکوی کیوتو (محافظ کیوتو) خدمت می‌کردند، در کیوتو ماندند و خود را «میبوروشی» (که بعدها با نام شینسنگومی شناخته شد) می‌نامیدند.
او گروهی متشکل از ۲۰۰ مرد را برای ارائه دادخواست به دربار امپراتوری رهبری کرد که خوشبختانه پذیرفته شد. شوگون‌سالاری، که نگران فعالیت‌های روشیگومی بود، آنها را به ادو فراخواند. پس از بازگشت به ادو، او سعی کرد روشیگومی‌ها را به پیشروی وادارد، اما از آنجا که آنها در تضاد کامل با شوگون‌سالاری در کیوتو بودند، هدف قرار گرفتند.

## مرگ
در ۱۳ آوریل ۱۸۶۳، او در آزابو (در توکیوی امروزی) توسط شش قاتل از شوگون‌سالاری، از جمله ساساکی تاداسابورو و کوبوتا شیگه‌آکی ، گردن زده شد. او در سن ۳۴ سالگی درگذشت. رفقای کیوکاوا یکی پس از دیگری دستگیر شدند و روشیگومی هدف سازمانی خود را از دست داد.
شوگون‌سالاری، روشیگومی‌ها را به شینچوگومی تغییر نام داد و آنها را تحت قیمومیت قلمرو شونای، مدیر شهر ادو، قرار داد. «میبو روشیگومی» که تحت قیمومیت قلمرو آیزو، محافظ کیوتو، قرار گرفته بود، پس از تغییر سیاسی روز هیجدهم ماه هشت نام «شینسنگومی» را به خود گرفت و روشیگومی‌ها هم در اسم و هم در واقعیت ناپدید شدند.

## پیوند به ییرون
- به ژاپنی
- به ژاپنی